# 溫哥華造船廠

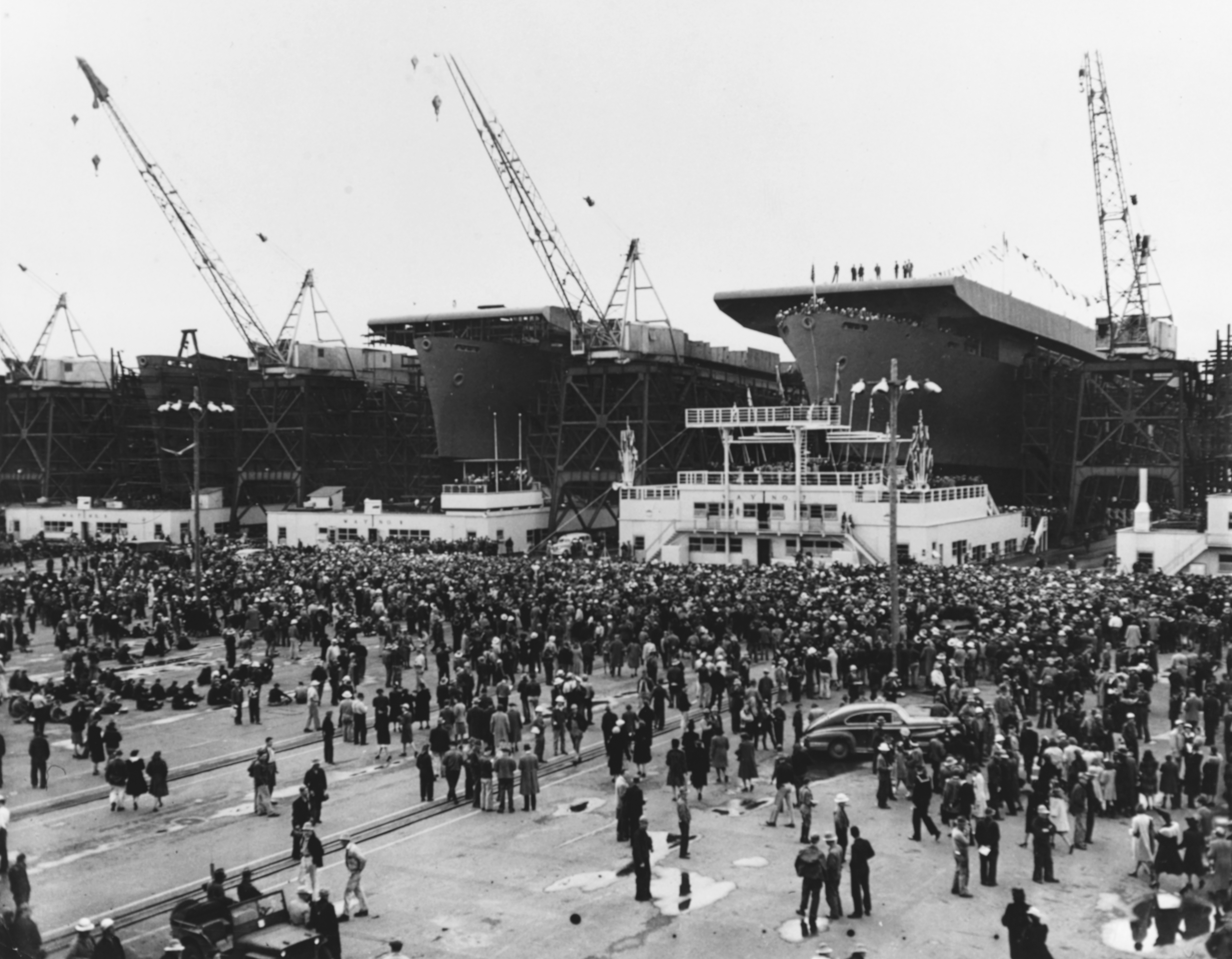
攝於1943年

溫哥華造船廠（英語：Vancouver Shipyard）是位於美國華盛頓州溫哥華哥倫比亞河沿岸的一個造船廠，其主要任務在於滿足第二次世界大戰期間美國海事委員會的造船需求。該造船廠是太平洋西北地區的三個凱薩造船廠之一，另外兩個是俄勒岡造船公司和俄勒岡州波特蘭哥倫比亞河對面的天鵝島造船廠。
溫哥華造船廠於1942年初開始生產，佔地近200英畝（81公頃）。它生產了五種不同類型的船隻，其中包括卡薩布蘭卡級護航航空母艦。

## 外部連結
- 维基共享资源上的相關多媒體資源：溫哥華造船廠

45°36′44″N 122°38′20″W / 45.612138°N 122.638952°W